# Microsostenibilidad

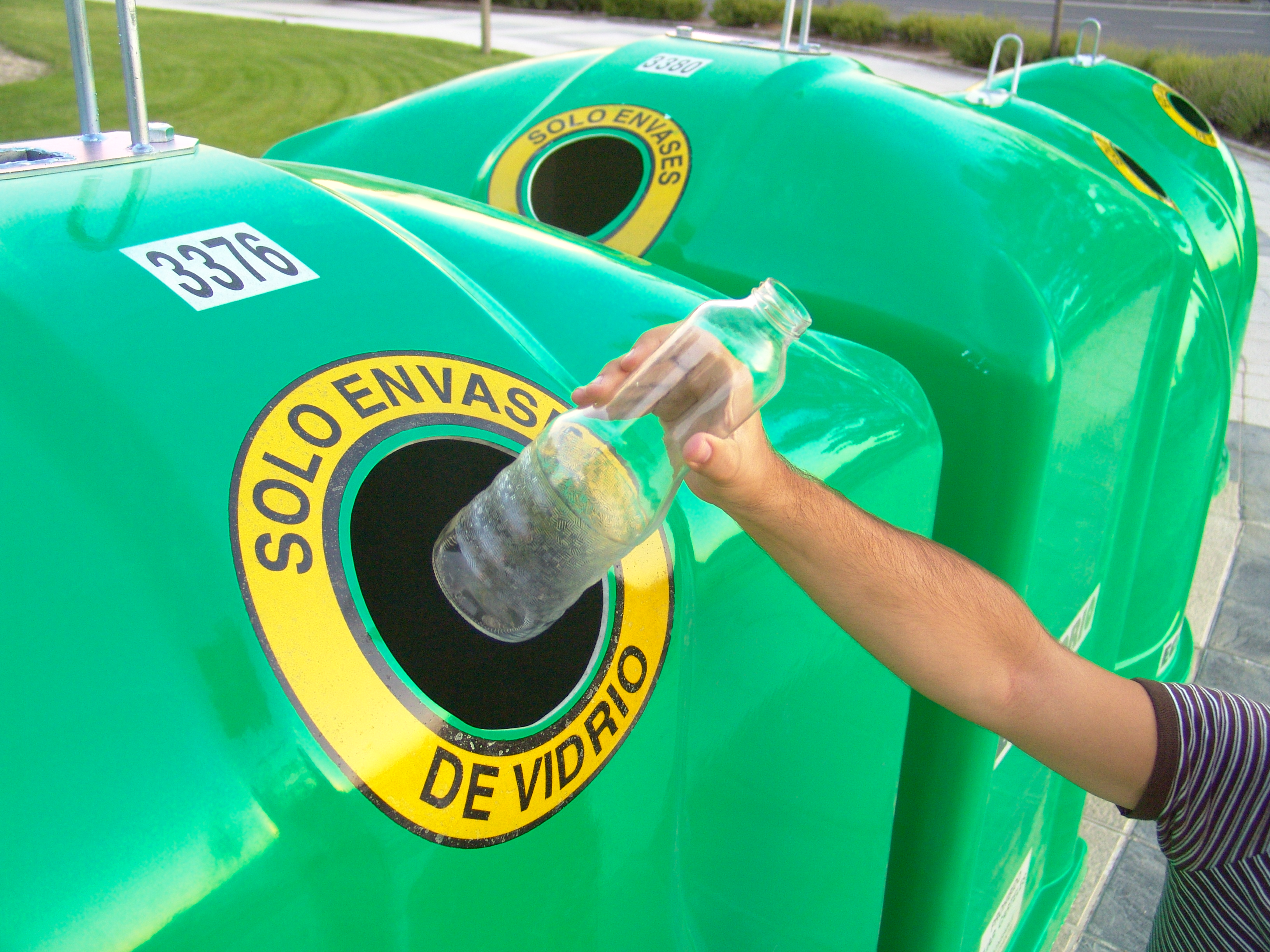
Una persona reciclando una botella de vidrio en un contenedor.

La microsostenibilidad es la porción de sostenibilidad centrada en medidas ambientales de pequeña escala que, en última instancia, afectan al medio ambiente a través de un impacto acumulativo mayor. Se centra en los esfuerzos individuales, la modificación de conductas, la educación y la creación de cambios actitudinales que dan como resultado un individuo consciente del medio ambiente. La microsostenibilidad fomenta cambios sostenibles a través de agentes de cambio, esto es, individuos que fomentan acciones ambientales positivas a nivel local y dentro de su esfera de influencia. Algunos ejemplos de microsostenibilidad son el reciclaje, el ahorro de energía causado por apagar las luces o desenchufar artefactos eléctricos que no se utilizan, la programación de termostatos para un uso eficiente de la energía, la reducción del uso del agua, el cambio de hábitos de viaje para utilizar menos combustibles fósiles o la modificación de los hábitos de compra para reducir el consumo y los desperdicios. El énfasis de la microsostenibilidad está en las acciones de un individuo, más que en prácticas organizacionales o institucionales a nivel sistémico. Estas pequeñas acciones a nivel local tienen beneficios comunitarios inmediatos si se llevan a cabo a gran escala y, si se imitan, pueden tener un impacto acumulativo mayor.

## Historia
- Década de 1960 - El movimiento Back to the land promovió la autosuficiencia y el crecimiento de las comunidades locales.[8]
- 2007 – Se formó la red de comunidades en transición para reducir la dependencia del petróleo en el Reino Unido.[9]
- 2007 - Las Naciones Unidas publicaron Patrones de Consumo Sostenible, que describía acciones de sostenibilidad a pequeña escala.[10]
- 2009 - Jesse Stallone acuñó el término micro y macro sostenibilidad basándose en las ideas de micro y macroeconomía.[11]

## Acciones individuales
La microsostenibilidad es el resultado de que individuos y comunidades practiquen un estilo de vida sostenible, que intenta conservar los recursos naturales. En el ámbito de un hogar individual, esto puede incluir la reducción de la huella hídrica y del consumo doméstico de energía de la vivienda.

### Huella hídrica

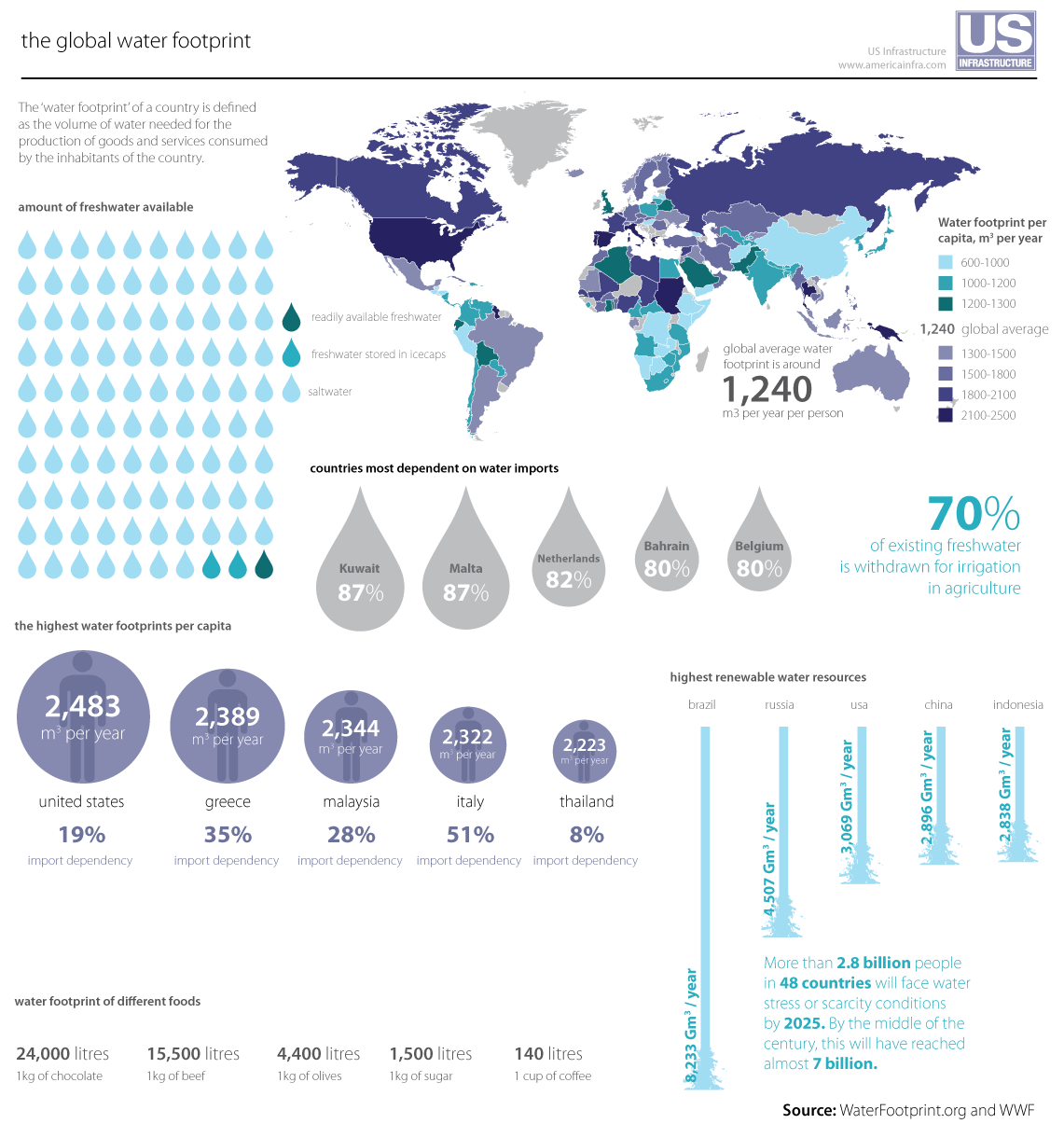
La Huella Hídrica Global, promedios de cuánta agua se utiliza en todo el mundo

Al igual que el concepto común de la huella de carbono, las personas también pueden tener una huella hídrica. La huella hídrica ayuda a determinar cuánta agua potable utiliza y contamina una persona determinada. Dado que una vivienda unifamiliar típica estadounidense consume 260 litros diarios por persona, electrodomésticos y aparatos del hogar como inodoros, duchas, lavavajillas y lavadoras se pueden actualizar para reducir el consumo de agua.

### Consumo de energía

El logotipo de Energy Star se puede encontrar en electrodomésticos certificados como energéticamente eficientes.

El sector residencial representa el 21% del consumo total de energía en Estados Unidos, y aproximadamente el 40% de la energía utilizada en los hogares se destina a calefacción. Las personas pueden reducir sus cargas de calefacción mejorando el aislamiento de sus edificios, mejorando la hermeticidad de los mismos e instalando un termostato inteligente . Otras medidas además de reducir la carga de calefacción incluyen la compra de electrodomésticos energéticamente eficientes y el reciclaje de materiales que consumen mucha energía.

### Preferencias del consumidor
A medida que las personas se hacen más conscientes de los problemas ambientales que existen, sus decisiones de consumo pueden promover diseños sostenibles y, en última instancia, afectar los tipos de productos disponibles en el mercado. En un estudio que analizó las preferencias de los consumidores en materia de sostenibilidad con respecto a los teléfonos móviles, se descubrió que los consumidores no solo están interesados en el producto físico, sino también en el origen de la materia prima y la eliminación del producto al final de su vida útil. Como resultado, el estudio encontró que los principales fabricantes consideran la sostenibilidad en su marketing y sus productos.
Otros estudios han analizado las preferencias de los consumidores con respecto a los alimentos de origen sostenible. La sostenibilidad alimentaria puede reducir el uso de recursos naturales y limitar el desperdicio. Estas mejoras en la sostenibilidad alimentaria pueden tener beneficios globales mayores, como la reducción de las emisiones de gases de efecto invernadero, el uso del agua y los desechos. Un estudio descubrió que los consumidores que pasaban más tiempo mirando las etiquetas de sostenibilidad eran individuos a quienes les importaban más los alimentos de origen sostenible y que tenían más probabilidades de seleccionar productos con esta etiqueta. Otro estudio mostró que el etiquetado sustentable no sólo hace que los consumidores miren el producto durante más tiempo, sino que las elecciones del consumidor como resultado de ese etiquetado son significativas y positivas. Esto significa que si los consumidores valoran los productos sostenibles que están verificados a través del etiquetado y tienen más probabilidades de comprarlos, entonces los productores y comercializadores de alimentos pueden usar esta información para ofrecer productos que interesen al consumidor. Además, si los consumidores compran más de un producto, también están incentivando y recompensando a los productores que están dispuestos a obtener alimentos de manera responsable.

## Acciones grupales y comunitarias
Una comunidad en el contexto de la microsostenibilidad es un grupo de personas en la misma ubicación geográfica que interactúan entre sí. Estos pueden variar desde comunidades rurales con baja densidad de población hasta comunidades urbanas altamente densas. Estas comunidades pueden abordar una gama más amplia de iniciativas que varían en escala desde asuntos independientes y no alineados hasta redes organizadas. Si bien las pequeñas iniciativas comunitarias pueden adoptar muchas formas, pueden generalizarse como un conjunto colectivo organizado de acciones que se extienden a lo largo de varios años o décadas, destinadas a transformar una comunidad en un estado sostenible.

### Comunidades rurales
Aunque no existe un tamaño de población exacto para definir una comunidad rural, generalmente se las considera áreas con menor densidad de población. Las comunidades rurales verdes son lugares donde las personas valoran una red social de apoyo y una vida ecológicamente sostenible y de bajo impacto. Estas pueden definirse como comunidades de transición, comunidades con bajas emisiones de carbono o ecoaldeas.

### Comunidades urbanas
Las comunidades urbanas no necesariamente significan una población mayor que las comunidades rurales, sino que están más densamente pobladas y más influenciadas por los efectos de la urbanización.
Especialmente en el caso de las comunidades en transición y aquellas con bajas emisiones de carbono, el objetivo es ver si los cambios fundamentales en la sociedad en estos nichos pueden conducir a una aceptación más amplia de la innovación. Esto puede lograrse replicando, ampliando y traduciendo prácticas exitosas. Aunque el objetivo es ver si los cambios a microescala pueden en última instancia conducir a un cambio exitoso a nivel macro, el 89% de las comunidades en transición fueron creadas por ciudadanos individuales que se unieron, no por gobiernos u organizaciones más grandes.

### Tipos de trabajo
Dependiendo del tamaño, riqueza y organización de una comunidad, se pueden lograr varias acciones sostenibles, que se pueden dividir en las siguientes categorías:

#### Uso del suelo
El uso sustentable del suelo se puede lograr cuando las comunidades reducen las emisiones de gases de efecto invernadero limitando el desarrollo de caminos, estacionamientos, etc., y se concentran en promover tecnologías de diseño de edificios ecológicos y áreas verdes.

#### Transporte
La cantidad de gases de efecto invernadero que se liberan a la atmósfera debido a la cantidad de automóviles puede minimizarse aumentando el número de ciclovías y sendas peatonales segas, y haciendo que el transporte público sea fácilmente accesible.

#### Áreas verdes

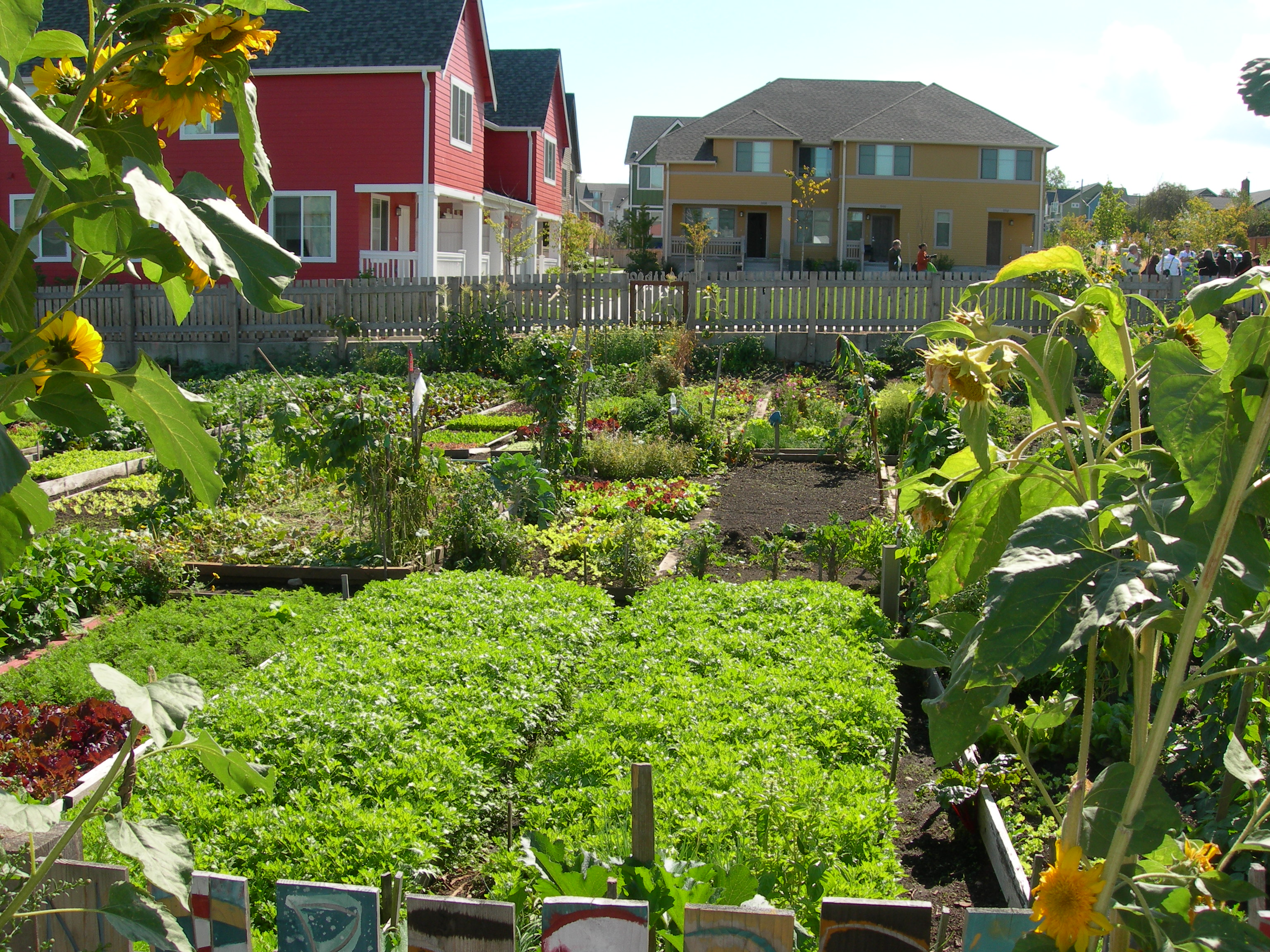
Huerto comunitario de High Point en Seattle.

Las áreas verdes dentro de una comunidad protegen los hábitats de la vida silvestre en tales espacios. Estos pueden ser jardines, parques, paseos verdes, bosques de bolsillo, techos verdes y zonas de amortiguamiento. Pueden existir con éxito cuando una comunidad proporciona recursos como tierra, equipos, conocimientos y estándares sobre el cuidado del área verde, y algún tipo de gobernanza para garantizar que el espacio esté bien cuidado.

#### Energía renovable y gestión de residuos
Las comunidades pueden educar y promover las prácticas sostenibles individuales proporcionando información en materia de energía renovable, como instrucciones para acceder a recursos y comentarios sobre el desempeño energético del hogar, monitoreo del desempeño como encuestas anuales sobre el uso de energía o iniciar desafíos comunitarios, como el objetivo de alcanzar la neutralidad de carbono. Las comunidades pueden practicar una gestión sostenible de residuos, como la incineración, el tratamiento biológico, el residuo cero y el reciclaje.

### Métodos para el éxito
Los siguientes son temas observados en grupos microsostenibles que han resultado en un mayor éxito:

#### Aprendizaje comunitario
La intervención sostenible eficaz ocurre en comunidades pequeñas porque estos espacios permiten mayores oportunidades de aprendizaje. Un estudio mostró que la socialización fomenta el aprendizaje y la innovación, lo que conduce a una reducción del 20% en el consumo de energía sostenida durante cuatro años. Se descubrió que con los huertos comunitarios se transforma una tarea aislada y privada en una tarea social, educativa y con un impacto positivo en la ciudad. Afirman que tener un grupo de personas a cargo del jardín requería interacción social y cooperación, y tener muchos miembros daba como resultado una responsabilidad colectiva que promovía el intercambio de habilidades y la cohesión.

#### Establecimiento de metas
Otro factor clave es el trabajo conjunto de la comunidad en torno a un objetivo claro y bien definido, ya que los miembros del grupo están dispuestos a participar cuando saben que están contribuyendo al bien de la comunidad. Las ciudades que ofrecían objetivos similares, como huertas comunitarias, lograron niveles de éxito muy diferentes según el nivel de estructura, objetivos y planes que pueden unir y despertar interés en una comunidad.

## Críticas
Han existido preocupaciones sobre la efectividad de la microsostenibilidad. Gran parte de las investigaciones sobre prácticas individuales y de pequeñas comunidades solo pueden analizar una cantidad limitada de datos y no pueden concluir por completo si los cambios en las pequeñas comunidades resultarán en cambios a mayor escala. Además, debido a su naturaleza compleja, es casi imposible modelar o realizar un seguimiento de todos los aspectos de la sostenibilidad, y los estudios que intentan modelarlo han descubierto que las situaciones exitosas a nivel micro no funcionarán o empeorarán los impactos ambientales a mayor escala.
Por otra parte, algunos plantean preguntas sobre la magnitud del cambio que debe producirse. En su libro Energía sostenible - Sin aire caliente, el físico y matemático británico David JC MacKay aboga contra los pequeños cambios con respecto a la sostenibilidad y da el ejemplo de que si todos desenchufaran sus cargadores de la toma de corriente, esto ahorraría suficiente energía para abastecer a 66.000 hogares durante un año. MacKay advierte que este tipo de afirmaciones pueden ser engañosas, ya que 66.000 hogares de los aproximadamente 25 millones de hogares que participan en esta acción representan un cuarto del uno por ciento. En otras palabras, cada hogar sólo ahorra un 0,25% al desconectar sus teléfonos.
Un estudio que encuestó a comunidades en transición en todo el Reino Unido descubrió que el 76% de ellas tienen dificultades para crecer cuando el interés inicial se desvanece. Esto indica que ampliar la escala más allá de los ambientalistas comprometidos puede no ser el mejor enfoque.

## Macrosostenibilidad
A diferencia de la microsostenibilidad, los restantes planes a gran escala para la sostenibilidad se clasifican bajo el término macrosostenibilidad . La macrosostenibilidad es un abordaje sistemático y amplio de la sostenibilidad, en la mayoría de los casos por parte de las Naciones Unidas, los gobiernos, las corporaciones multinacionales o las empresas más pequeñas. Discuten temas globales, incluido el cambio climático y la dependencia de fuentes de energía basadas en hidrocarburos y combustibles fósiles. Organizaciones globales como las Naciones Unidas han incluido los objetivos de desarrollo sostenible (ODS) para establecer un estándar de 17 objetivos para que los países de todo el mundo tomen medidas sobre el cambio climático y otros temas relacionados. Las empresas se centran principalmente en el retorno de la inversión en cambios como su fuente de energía, sus patrones de consumo o cómo transportan o fabrican productos. Los gobiernos enfrentan estos problemas más amplios mediante la regulación de los recursos naturales, la mejora de las prácticas, el otorgamiento de subsidios y la inversión directa en nuevas tecnologías y fuentes de energía renovables.